# Polygala serpyllifolia
Polygala serpyllifolia là một loài thực vật có hoa trong họ Polygalaceae. Loài này được Hosé miêu tả khoa học đầu tiên năm 1797.